# Santobius
Santobius – rodzaj kosarzy z podrzędu Laniatores i rodziny Podoctidae.

## Występowanie
Przedstawiciele rozprzestrzenieni są od  Nową Kaledonię.

## Systematyka
Opisano dotąd 4 gatunków z tego rodzaju:
- Santobius annulipes (Sørensen, 1886)
- Santobius cubanus (Šilhavý, 1969)
- Santobius spinigerus (Sørensen, 1886)
- Santobius spinitarsus Roewer, 1949